# Matto di Anastasia
|   | a | b | c | d | e | f | g | h |   |
| 8 | f7 cavallo del bianco · h7 pedone del nero · a6 re del nero · a2 torre del bianco · b1 re del bianco | f7 cavallo del bianco · h7 pedone del nero · a6 re del nero · a2 torre del bianco · b1 re del bianco | f7 cavallo del bianco · h7 pedone del nero · a6 re del nero · a2 torre del bianco · b1 re del bianco | f7 cavallo del bianco · h7 pedone del nero · a6 re del nero · a2 torre del bianco · b1 re del bianco | f7 cavallo del bianco · h7 pedone del nero · a6 re del nero · a2 torre del bianco · b1 re del bianco | f7 cavallo del bianco · h7 pedone del nero · a6 re del nero · a2 torre del bianco · b1 re del bianco | f7 cavallo del bianco · h7 pedone del nero · a6 re del nero · a2 torre del bianco · b1 re del bianco | f7 cavallo del bianco · h7 pedone del nero · a6 re del nero · a2 torre del bianco · b1 re del bianco | 8 |
| 7 | f7 cavallo del bianco · h7 pedone del nero · a6 re del nero · a2 torre del bianco · b1 re del bianco | f7 cavallo del bianco · h7 pedone del nero · a6 re del nero · a2 torre del bianco · b1 re del bianco | f7 cavallo del bianco · h7 pedone del nero · a6 re del nero · a2 torre del bianco · b1 re del bianco | f7 cavallo del bianco · h7 pedone del nero · a6 re del nero · a2 torre del bianco · b1 re del bianco | f7 cavallo del bianco · h7 pedone del nero · a6 re del nero · a2 torre del bianco · b1 re del bianco | f7 cavallo del bianco · h7 pedone del nero · a6 re del nero · a2 torre del bianco · b1 re del bianco | f7 cavallo del bianco · h7 pedone del nero · a6 re del nero · a2 torre del bianco · b1 re del bianco | f7 cavallo del bianco · h7 pedone del nero · a6 re del nero · a2 torre del bianco · b1 re del bianco | 7 |
| 6 | f7 cavallo del bianco · h7 pedone del nero · a6 re del nero · a2 torre del bianco · b1 re del bianco | f7 cavallo del bianco · h7 pedone del nero · a6 re del nero · a2 torre del bianco · b1 re del bianco | f7 cavallo del bianco · h7 pedone del nero · a6 re del nero · a2 torre del bianco · b1 re del bianco | f7 cavallo del bianco · h7 pedone del nero · a6 re del nero · a2 torre del bianco · b1 re del bianco | f7 cavallo del bianco · h7 pedone del nero · a6 re del nero · a2 torre del bianco · b1 re del bianco | f7 cavallo del bianco · h7 pedone del nero · a6 re del nero · a2 torre del bianco · b1 re del bianco | f7 cavallo del bianco · h7 pedone del nero · a6 re del nero · a2 torre del bianco · b1 re del bianco | f7 cavallo del bianco · h7 pedone del nero · a6 re del nero · a2 torre del bianco · b1 re del bianco | 6 |
| 5 | f7 cavallo del bianco · h7 pedone del nero · a6 re del nero · a2 torre del bianco · b1 re del bianco | f7 cavallo del bianco · h7 pedone del nero · a6 re del nero · a2 torre del bianco · b1 re del bianco | f7 cavallo del bianco · h7 pedone del nero · a6 re del nero · a2 torre del bianco · b1 re del bianco | f7 cavallo del bianco · h7 pedone del nero · a6 re del nero · a2 torre del bianco · b1 re del bianco | f7 cavallo del bianco · h7 pedone del nero · a6 re del nero · a2 torre del bianco · b1 re del bianco | f7 cavallo del bianco · h7 pedone del nero · a6 re del nero · a2 torre del bianco · b1 re del bianco | f7 cavallo del bianco · h7 pedone del nero · a6 re del nero · a2 torre del bianco · b1 re del bianco | f7 cavallo del bianco · h7 pedone del nero · a6 re del nero · a2 torre del bianco · b1 re del bianco | 5 |
| 4 | f7 cavallo del bianco · h7 pedone del nero · a6 re del nero · a2 torre del bianco · b1 re del bianco | f7 cavallo del bianco · h7 pedone del nero · a6 re del nero · a2 torre del bianco · b1 re del bianco | f7 cavallo del bianco · h7 pedone del nero · a6 re del nero · a2 torre del bianco · b1 re del bianco | f7 cavallo del bianco · h7 pedone del nero · a6 re del nero · a2 torre del bianco · b1 re del bianco | f7 cavallo del bianco · h7 pedone del nero · a6 re del nero · a2 torre del bianco · b1 re del bianco | f7 cavallo del bianco · h7 pedone del nero · a6 re del nero · a2 torre del bianco · b1 re del bianco | f7 cavallo del bianco · h7 pedone del nero · a6 re del nero · a2 torre del bianco · b1 re del bianco | f7 cavallo del bianco · h7 pedone del nero · a6 re del nero · a2 torre del bianco · b1 re del bianco | 4 |
| 3 | f7 cavallo del bianco · h7 pedone del nero · a6 re del nero · a2 torre del bianco · b1 re del bianco | f7 cavallo del bianco · h7 pedone del nero · a6 re del nero · a2 torre del bianco · b1 re del bianco | f7 cavallo del bianco · h7 pedone del nero · a6 re del nero · a2 torre del bianco · b1 re del bianco | f7 cavallo del bianco · h7 pedone del nero · a6 re del nero · a2 torre del bianco · b1 re del bianco | f7 cavallo del bianco · h7 pedone del nero · a6 re del nero · a2 torre del bianco · b1 re del bianco | f7 cavallo del bianco · h7 pedone del nero · a6 re del nero · a2 torre del bianco · b1 re del bianco | f7 cavallo del bianco · h7 pedone del nero · a6 re del nero · a2 torre del bianco · b1 re del bianco | f7 cavallo del bianco · h7 pedone del nero · a6 re del nero · a2 torre del bianco · b1 re del bianco | 3 |
| 2 | f7 cavallo del bianco · h7 pedone del nero · a6 re del nero · a2 torre del bianco · b1 re del bianco | f7 cavallo del bianco · h7 pedone del nero · a6 re del nero · a2 torre del bianco · b1 re del bianco | f7 cavallo del bianco · h7 pedone del nero · a6 re del nero · a2 torre del bianco · b1 re del bianco | f7 cavallo del bianco · h7 pedone del nero · a6 re del nero · a2 torre del bianco · b1 re del bianco | f7 cavallo del bianco · h7 pedone del nero · a6 re del nero · a2 torre del bianco · b1 re del bianco | f7 cavallo del bianco · h7 pedone del nero · a6 re del nero · a2 torre del bianco · b1 re del bianco | f7 cavallo del bianco · h7 pedone del nero · a6 re del nero · a2 torre del bianco · b1 re del bianco | f7 cavallo del bianco · h7 pedone del nero · a6 re del nero · a2 torre del bianco · b1 re del bianco | 2 |
| 1 | f7 cavallo del bianco · h7 pedone del nero · a6 re del nero · a2 torre del bianco · b1 re del bianco | f7 cavallo del bianco · h7 pedone del nero · a6 re del nero · a2 torre del bianco · b1 re del bianco | f7 cavallo del bianco · h7 pedone del nero · a6 re del nero · a2 torre del bianco · b1 re del bianco | f7 cavallo del bianco · h7 pedone del nero · a6 re del nero · a2 torre del bianco · b1 re del bianco | f7 cavallo del bianco · h7 pedone del nero · a6 re del nero · a2 torre del bianco · b1 re del bianco | f7 cavallo del bianco · h7 pedone del nero · a6 re del nero · a2 torre del bianco · b1 re del bianco | f7 cavallo del bianco · h7 pedone del nero · a6 re del nero · a2 torre del bianco · b1 re del bianco | f7 cavallo del bianco · h7 pedone del nero · a6 re del nero · a2 torre del bianco · b1 re del bianco | 1 |
|   | a | b | c | d | e | f | g | h |   |

 Il matto di Anastasia è uno scacco matto che si ottiene dalla collaborazione di cavallo e torre. Nella posizione finale il re è confinato sulla colonna (a o h) o sulla traversa (prima o ottava) a margine della scacchiera, il cavallo avversario controlla due delle case di fuga a sua disposizione, mentre l'altra è controllata da un pezzo amico. La colonna (o traversa) viene invece controllata dalla torre avversaria che effettua la mossa conclusiva della combinazione. Il suo nome proviene da un racconto di Wilhelm Heinse, nel quale la protagonista porta il nome di Anastasia, che si conclude con questo matto.

## Storia
|   | a | b | c | d | e | f | g | h |   |
| 8 | a8 donna del bianco · a7 pedone del nero · c7 pedone del nero · e7 re del nero · g7 pedone del nero · h7 pedone del nero · b6 alfiere del nero · h5 donna del nero · d4 cavallo del nero · f4 torre del nero · a2 pedone del bianco · f2 pedone del bianco · g2 pedone del bianco · h2 pedone del bianco · a1 torre del bianco · b1 cavallo del bianco · f1 torre del bianco · g1 re del bianco | a8 donna del bianco · a7 pedone del nero · c7 pedone del nero · e7 re del nero · g7 pedone del nero · h7 pedone del nero · b6 alfiere del nero · h5 donna del nero · d4 cavallo del nero · f4 torre del nero · a2 pedone del bianco · f2 pedone del bianco · g2 pedone del bianco · h2 pedone del bianco · a1 torre del bianco · b1 cavallo del bianco · f1 torre del bianco · g1 re del bianco | a8 donna del bianco · a7 pedone del nero · c7 pedone del nero · e7 re del nero · g7 pedone del nero · h7 pedone del nero · b6 alfiere del nero · h5 donna del nero · d4 cavallo del nero · f4 torre del nero · a2 pedone del bianco · f2 pedone del bianco · g2 pedone del bianco · h2 pedone del bianco · a1 torre del bianco · b1 cavallo del bianco · f1 torre del bianco · g1 re del bianco | a8 donna del bianco · a7 pedone del nero · c7 pedone del nero · e7 re del nero · g7 pedone del nero · h7 pedone del nero · b6 alfiere del nero · h5 donna del nero · d4 cavallo del nero · f4 torre del nero · a2 pedone del bianco · f2 pedone del bianco · g2 pedone del bianco · h2 pedone del bianco · a1 torre del bianco · b1 cavallo del bianco · f1 torre del bianco · g1 re del bianco | a8 donna del bianco · a7 pedone del nero · c7 pedone del nero · e7 re del nero · g7 pedone del nero · h7 pedone del nero · b6 alfiere del nero · h5 donna del nero · d4 cavallo del nero · f4 torre del nero · a2 pedone del bianco · f2 pedone del bianco · g2 pedone del bianco · h2 pedone del bianco · a1 torre del bianco · b1 cavallo del bianco · f1 torre del bianco · g1 re del bianco | a8 donna del bianco · a7 pedone del nero · c7 pedone del nero · e7 re del nero · g7 pedone del nero · h7 pedone del nero · b6 alfiere del nero · h5 donna del nero · d4 cavallo del nero · f4 torre del nero · a2 pedone del bianco · f2 pedone del bianco · g2 pedone del bianco · h2 pedone del bianco · a1 torre del bianco · b1 cavallo del bianco · f1 torre del bianco · g1 re del bianco | a8 donna del bianco · a7 pedone del nero · c7 pedone del nero · e7 re del nero · g7 pedone del nero · h7 pedone del nero · b6 alfiere del nero · h5 donna del nero · d4 cavallo del nero · f4 torre del nero · a2 pedone del bianco · f2 pedone del bianco · g2 pedone del bianco · h2 pedone del bianco · a1 torre del bianco · b1 cavallo del bianco · f1 torre del bianco · g1 re del bianco | a8 donna del bianco · a7 pedone del nero · c7 pedone del nero · e7 re del nero · g7 pedone del nero · h7 pedone del nero · b6 alfiere del nero · h5 donna del nero · d4 cavallo del nero · f4 torre del nero · a2 pedone del bianco · f2 pedone del bianco · g2 pedone del bianco · h2 pedone del bianco · a1 torre del bianco · b1 cavallo del bianco · f1 torre del bianco · g1 re del bianco | 8 |
| 7 | a8 donna del bianco · a7 pedone del nero · c7 pedone del nero · e7 re del nero · g7 pedone del nero · h7 pedone del nero · b6 alfiere del nero · h5 donna del nero · d4 cavallo del nero · f4 torre del nero · a2 pedone del bianco · f2 pedone del bianco · g2 pedone del bianco · h2 pedone del bianco · a1 torre del bianco · b1 cavallo del bianco · f1 torre del bianco · g1 re del bianco | a8 donna del bianco · a7 pedone del nero · c7 pedone del nero · e7 re del nero · g7 pedone del nero · h7 pedone del nero · b6 alfiere del nero · h5 donna del nero · d4 cavallo del nero · f4 torre del nero · a2 pedone del bianco · f2 pedone del bianco · g2 pedone del bianco · h2 pedone del bianco · a1 torre del bianco · b1 cavallo del bianco · f1 torre del bianco · g1 re del bianco | a8 donna del bianco · a7 pedone del nero · c7 pedone del nero · e7 re del nero · g7 pedone del nero · h7 pedone del nero · b6 alfiere del nero · h5 donna del nero · d4 cavallo del nero · f4 torre del nero · a2 pedone del bianco · f2 pedone del bianco · g2 pedone del bianco · h2 pedone del bianco · a1 torre del bianco · b1 cavallo del bianco · f1 torre del bianco · g1 re del bianco | a8 donna del bianco · a7 pedone del nero · c7 pedone del nero · e7 re del nero · g7 pedone del nero · h7 pedone del nero · b6 alfiere del nero · h5 donna del nero · d4 cavallo del nero · f4 torre del nero · a2 pedone del bianco · f2 pedone del bianco · g2 pedone del bianco · h2 pedone del bianco · a1 torre del bianco · b1 cavallo del bianco · f1 torre del bianco · g1 re del bianco | a8 donna del bianco · a7 pedone del nero · c7 pedone del nero · e7 re del nero · g7 pedone del nero · h7 pedone del nero · b6 alfiere del nero · h5 donna del nero · d4 cavallo del nero · f4 torre del nero · a2 pedone del bianco · f2 pedone del bianco · g2 pedone del bianco · h2 pedone del bianco · a1 torre del bianco · b1 cavallo del bianco · f1 torre del bianco · g1 re del bianco | a8 donna del bianco · a7 pedone del nero · c7 pedone del nero · e7 re del nero · g7 pedone del nero · h7 pedone del nero · b6 alfiere del nero · h5 donna del nero · d4 cavallo del nero · f4 torre del nero · a2 pedone del bianco · f2 pedone del bianco · g2 pedone del bianco · h2 pedone del bianco · a1 torre del bianco · b1 cavallo del bianco · f1 torre del bianco · g1 re del bianco | a8 donna del bianco · a7 pedone del nero · c7 pedone del nero · e7 re del nero · g7 pedone del nero · h7 pedone del nero · b6 alfiere del nero · h5 donna del nero · d4 cavallo del nero · f4 torre del nero · a2 pedone del bianco · f2 pedone del bianco · g2 pedone del bianco · h2 pedone del bianco · a1 torre del bianco · b1 cavallo del bianco · f1 torre del bianco · g1 re del bianco | a8 donna del bianco · a7 pedone del nero · c7 pedone del nero · e7 re del nero · g7 pedone del nero · h7 pedone del nero · b6 alfiere del nero · h5 donna del nero · d4 cavallo del nero · f4 torre del nero · a2 pedone del bianco · f2 pedone del bianco · g2 pedone del bianco · h2 pedone del bianco · a1 torre del bianco · b1 cavallo del bianco · f1 torre del bianco · g1 re del bianco | 7 |
| 6 | a8 donna del bianco · a7 pedone del nero · c7 pedone del nero · e7 re del nero · g7 pedone del nero · h7 pedone del nero · b6 alfiere del nero · h5 donna del nero · d4 cavallo del nero · f4 torre del nero · a2 pedone del bianco · f2 pedone del bianco · g2 pedone del bianco · h2 pedone del bianco · a1 torre del bianco · b1 cavallo del bianco · f1 torre del bianco · g1 re del bianco | a8 donna del bianco · a7 pedone del nero · c7 pedone del nero · e7 re del nero · g7 pedone del nero · h7 pedone del nero · b6 alfiere del nero · h5 donna del nero · d4 cavallo del nero · f4 torre del nero · a2 pedone del bianco · f2 pedone del bianco · g2 pedone del bianco · h2 pedone del bianco · a1 torre del bianco · b1 cavallo del bianco · f1 torre del bianco · g1 re del bianco | a8 donna del bianco · a7 pedone del nero · c7 pedone del nero · e7 re del nero · g7 pedone del nero · h7 pedone del nero · b6 alfiere del nero · h5 donna del nero · d4 cavallo del nero · f4 torre del nero · a2 pedone del bianco · f2 pedone del bianco · g2 pedone del bianco · h2 pedone del bianco · a1 torre del bianco · b1 cavallo del bianco · f1 torre del bianco · g1 re del bianco | a8 donna del bianco · a7 pedone del nero · c7 pedone del nero · e7 re del nero · g7 pedone del nero · h7 pedone del nero · b6 alfiere del nero · h5 donna del nero · d4 cavallo del nero · f4 torre del nero · a2 pedone del bianco · f2 pedone del bianco · g2 pedone del bianco · h2 pedone del bianco · a1 torre del bianco · b1 cavallo del bianco · f1 torre del bianco · g1 re del bianco | a8 donna del bianco · a7 pedone del nero · c7 pedone del nero · e7 re del nero · g7 pedone del nero · h7 pedone del nero · b6 alfiere del nero · h5 donna del nero · d4 cavallo del nero · f4 torre del nero · a2 pedone del bianco · f2 pedone del bianco · g2 pedone del bianco · h2 pedone del bianco · a1 torre del bianco · b1 cavallo del bianco · f1 torre del bianco · g1 re del bianco | a8 donna del bianco · a7 pedone del nero · c7 pedone del nero · e7 re del nero · g7 pedone del nero · h7 pedone del nero · b6 alfiere del nero · h5 donna del nero · d4 cavallo del nero · f4 torre del nero · a2 pedone del bianco · f2 pedone del bianco · g2 pedone del bianco · h2 pedone del bianco · a1 torre del bianco · b1 cavallo del bianco · f1 torre del bianco · g1 re del bianco | a8 donna del bianco · a7 pedone del nero · c7 pedone del nero · e7 re del nero · g7 pedone del nero · h7 pedone del nero · b6 alfiere del nero · h5 donna del nero · d4 cavallo del nero · f4 torre del nero · a2 pedone del bianco · f2 pedone del bianco · g2 pedone del bianco · h2 pedone del bianco · a1 torre del bianco · b1 cavallo del bianco · f1 torre del bianco · g1 re del bianco | a8 donna del bianco · a7 pedone del nero · c7 pedone del nero · e7 re del nero · g7 pedone del nero · h7 pedone del nero · b6 alfiere del nero · h5 donna del nero · d4 cavallo del nero · f4 torre del nero · a2 pedone del bianco · f2 pedone del bianco · g2 pedone del bianco · h2 pedone del bianco · a1 torre del bianco · b1 cavallo del bianco · f1 torre del bianco · g1 re del bianco | 6 |
| 5 | a8 donna del bianco · a7 pedone del nero · c7 pedone del nero · e7 re del nero · g7 pedone del nero · h7 pedone del nero · b6 alfiere del nero · h5 donna del nero · d4 cavallo del nero · f4 torre del nero · a2 pedone del bianco · f2 pedone del bianco · g2 pedone del bianco · h2 pedone del bianco · a1 torre del bianco · b1 cavallo del bianco · f1 torre del bianco · g1 re del bianco | a8 donna del bianco · a7 pedone del nero · c7 pedone del nero · e7 re del nero · g7 pedone del nero · h7 pedone del nero · b6 alfiere del nero · h5 donna del nero · d4 cavallo del nero · f4 torre del nero · a2 pedone del bianco · f2 pedone del bianco · g2 pedone del bianco · h2 pedone del bianco · a1 torre del bianco · b1 cavallo del bianco · f1 torre del bianco · g1 re del bianco | a8 donna del bianco · a7 pedone del nero · c7 pedone del nero · e7 re del nero · g7 pedone del nero · h7 pedone del nero · b6 alfiere del nero · h5 donna del nero · d4 cavallo del nero · f4 torre del nero · a2 pedone del bianco · f2 pedone del bianco · g2 pedone del bianco · h2 pedone del bianco · a1 torre del bianco · b1 cavallo del bianco · f1 torre del bianco · g1 re del bianco | a8 donna del bianco · a7 pedone del nero · c7 pedone del nero · e7 re del nero · g7 pedone del nero · h7 pedone del nero · b6 alfiere del nero · h5 donna del nero · d4 cavallo del nero · f4 torre del nero · a2 pedone del bianco · f2 pedone del bianco · g2 pedone del bianco · h2 pedone del bianco · a1 torre del bianco · b1 cavallo del bianco · f1 torre del bianco · g1 re del bianco | a8 donna del bianco · a7 pedone del nero · c7 pedone del nero · e7 re del nero · g7 pedone del nero · h7 pedone del nero · b6 alfiere del nero · h5 donna del nero · d4 cavallo del nero · f4 torre del nero · a2 pedone del bianco · f2 pedone del bianco · g2 pedone del bianco · h2 pedone del bianco · a1 torre del bianco · b1 cavallo del bianco · f1 torre del bianco · g1 re del bianco | a8 donna del bianco · a7 pedone del nero · c7 pedone del nero · e7 re del nero · g7 pedone del nero · h7 pedone del nero · b6 alfiere del nero · h5 donna del nero · d4 cavallo del nero · f4 torre del nero · a2 pedone del bianco · f2 pedone del bianco · g2 pedone del bianco · h2 pedone del bianco · a1 torre del bianco · b1 cavallo del bianco · f1 torre del bianco · g1 re del bianco | a8 donna del bianco · a7 pedone del nero · c7 pedone del nero · e7 re del nero · g7 pedone del nero · h7 pedone del nero · b6 alfiere del nero · h5 donna del nero · d4 cavallo del nero · f4 torre del nero · a2 pedone del bianco · f2 pedone del bianco · g2 pedone del bianco · h2 pedone del bianco · a1 torre del bianco · b1 cavallo del bianco · f1 torre del bianco · g1 re del bianco | a8 donna del bianco · a7 pedone del nero · c7 pedone del nero · e7 re del nero · g7 pedone del nero · h7 pedone del nero · b6 alfiere del nero · h5 donna del nero · d4 cavallo del nero · f4 torre del nero · a2 pedone del bianco · f2 pedone del bianco · g2 pedone del bianco · h2 pedone del bianco · a1 torre del bianco · b1 cavallo del bianco · f1 torre del bianco · g1 re del bianco | 5 |
| 4 | a8 donna del bianco · a7 pedone del nero · c7 pedone del nero · e7 re del nero · g7 pedone del nero · h7 pedone del nero · b6 alfiere del nero · h5 donna del nero · d4 cavallo del nero · f4 torre del nero · a2 pedone del bianco · f2 pedone del bianco · g2 pedone del bianco · h2 pedone del bianco · a1 torre del bianco · b1 cavallo del bianco · f1 torre del bianco · g1 re del bianco | a8 donna del bianco · a7 pedone del nero · c7 pedone del nero · e7 re del nero · g7 pedone del nero · h7 pedone del nero · b6 alfiere del nero · h5 donna del nero · d4 cavallo del nero · f4 torre del nero · a2 pedone del bianco · f2 pedone del bianco · g2 pedone del bianco · h2 pedone del bianco · a1 torre del bianco · b1 cavallo del bianco · f1 torre del bianco · g1 re del bianco | a8 donna del bianco · a7 pedone del nero · c7 pedone del nero · e7 re del nero · g7 pedone del nero · h7 pedone del nero · b6 alfiere del nero · h5 donna del nero · d4 cavallo del nero · f4 torre del nero · a2 pedone del bianco · f2 pedone del bianco · g2 pedone del bianco · h2 pedone del bianco · a1 torre del bianco · b1 cavallo del bianco · f1 torre del bianco · g1 re del bianco | a8 donna del bianco · a7 pedone del nero · c7 pedone del nero · e7 re del nero · g7 pedone del nero · h7 pedone del nero · b6 alfiere del nero · h5 donna del nero · d4 cavallo del nero · f4 torre del nero · a2 pedone del bianco · f2 pedone del bianco · g2 pedone del bianco · h2 pedone del bianco · a1 torre del bianco · b1 cavallo del bianco · f1 torre del bianco · g1 re del bianco | a8 donna del bianco · a7 pedone del nero · c7 pedone del nero · e7 re del nero · g7 pedone del nero · h7 pedone del nero · b6 alfiere del nero · h5 donna del nero · d4 cavallo del nero · f4 torre del nero · a2 pedone del bianco · f2 pedone del bianco · g2 pedone del bianco · h2 pedone del bianco · a1 torre del bianco · b1 cavallo del bianco · f1 torre del bianco · g1 re del bianco | a8 donna del bianco · a7 pedone del nero · c7 pedone del nero · e7 re del nero · g7 pedone del nero · h7 pedone del nero · b6 alfiere del nero · h5 donna del nero · d4 cavallo del nero · f4 torre del nero · a2 pedone del bianco · f2 pedone del bianco · g2 pedone del bianco · h2 pedone del bianco · a1 torre del bianco · b1 cavallo del bianco · f1 torre del bianco · g1 re del bianco | a8 donna del bianco · a7 pedone del nero · c7 pedone del nero · e7 re del nero · g7 pedone del nero · h7 pedone del nero · b6 alfiere del nero · h5 donna del nero · d4 cavallo del nero · f4 torre del nero · a2 pedone del bianco · f2 pedone del bianco · g2 pedone del bianco · h2 pedone del bianco · a1 torre del bianco · b1 cavallo del bianco · f1 torre del bianco · g1 re del bianco | a8 donna del bianco · a7 pedone del nero · c7 pedone del nero · e7 re del nero · g7 pedone del nero · h7 pedone del nero · b6 alfiere del nero · h5 donna del nero · d4 cavallo del nero · f4 torre del nero · a2 pedone del bianco · f2 pedone del bianco · g2 pedone del bianco · h2 pedone del bianco · a1 torre del bianco · b1 cavallo del bianco · f1 torre del bianco · g1 re del bianco | 4 |
| 3 | a8 donna del bianco · a7 pedone del nero · c7 pedone del nero · e7 re del nero · g7 pedone del nero · h7 pedone del nero · b6 alfiere del nero · h5 donna del nero · d4 cavallo del nero · f4 torre del nero · a2 pedone del bianco · f2 pedone del bianco · g2 pedone del bianco · h2 pedone del bianco · a1 torre del bianco · b1 cavallo del bianco · f1 torre del bianco · g1 re del bianco | a8 donna del bianco · a7 pedone del nero · c7 pedone del nero · e7 re del nero · g7 pedone del nero · h7 pedone del nero · b6 alfiere del nero · h5 donna del nero · d4 cavallo del nero · f4 torre del nero · a2 pedone del bianco · f2 pedone del bianco · g2 pedone del bianco · h2 pedone del bianco · a1 torre del bianco · b1 cavallo del bianco · f1 torre del bianco · g1 re del bianco | a8 donna del bianco · a7 pedone del nero · c7 pedone del nero · e7 re del nero · g7 pedone del nero · h7 pedone del nero · b6 alfiere del nero · h5 donna del nero · d4 cavallo del nero · f4 torre del nero · a2 pedone del bianco · f2 pedone del bianco · g2 pedone del bianco · h2 pedone del bianco · a1 torre del bianco · b1 cavallo del bianco · f1 torre del bianco · g1 re del bianco | a8 donna del bianco · a7 pedone del nero · c7 pedone del nero · e7 re del nero · g7 pedone del nero · h7 pedone del nero · b6 alfiere del nero · h5 donna del nero · d4 cavallo del nero · f4 torre del nero · a2 pedone del bianco · f2 pedone del bianco · g2 pedone del bianco · h2 pedone del bianco · a1 torre del bianco · b1 cavallo del bianco · f1 torre del bianco · g1 re del bianco | a8 donna del bianco · a7 pedone del nero · c7 pedone del nero · e7 re del nero · g7 pedone del nero · h7 pedone del nero · b6 alfiere del nero · h5 donna del nero · d4 cavallo del nero · f4 torre del nero · a2 pedone del bianco · f2 pedone del bianco · g2 pedone del bianco · h2 pedone del bianco · a1 torre del bianco · b1 cavallo del bianco · f1 torre del bianco · g1 re del bianco | a8 donna del bianco · a7 pedone del nero · c7 pedone del nero · e7 re del nero · g7 pedone del nero · h7 pedone del nero · b6 alfiere del nero · h5 donna del nero · d4 cavallo del nero · f4 torre del nero · a2 pedone del bianco · f2 pedone del bianco · g2 pedone del bianco · h2 pedone del bianco · a1 torre del bianco · b1 cavallo del bianco · f1 torre del bianco · g1 re del bianco | a8 donna del bianco · a7 pedone del nero · c7 pedone del nero · e7 re del nero · g7 pedone del nero · h7 pedone del nero · b6 alfiere del nero · h5 donna del nero · d4 cavallo del nero · f4 torre del nero · a2 pedone del bianco · f2 pedone del bianco · g2 pedone del bianco · h2 pedone del bianco · a1 torre del bianco · b1 cavallo del bianco · f1 torre del bianco · g1 re del bianco | a8 donna del bianco · a7 pedone del nero · c7 pedone del nero · e7 re del nero · g7 pedone del nero · h7 pedone del nero · b6 alfiere del nero · h5 donna del nero · d4 cavallo del nero · f4 torre del nero · a2 pedone del bianco · f2 pedone del bianco · g2 pedone del bianco · h2 pedone del bianco · a1 torre del bianco · b1 cavallo del bianco · f1 torre del bianco · g1 re del bianco | 3 |
| 2 | a8 donna del bianco · a7 pedone del nero · c7 pedone del nero · e7 re del nero · g7 pedone del nero · h7 pedone del nero · b6 alfiere del nero · h5 donna del nero · d4 cavallo del nero · f4 torre del nero · a2 pedone del bianco · f2 pedone del bianco · g2 pedone del bianco · h2 pedone del bianco · a1 torre del bianco · b1 cavallo del bianco · f1 torre del bianco · g1 re del bianco | a8 donna del bianco · a7 pedone del nero · c7 pedone del nero · e7 re del nero · g7 pedone del nero · h7 pedone del nero · b6 alfiere del nero · h5 donna del nero · d4 cavallo del nero · f4 torre del nero · a2 pedone del bianco · f2 pedone del bianco · g2 pedone del bianco · h2 pedone del bianco · a1 torre del bianco · b1 cavallo del bianco · f1 torre del bianco · g1 re del bianco | a8 donna del bianco · a7 pedone del nero · c7 pedone del nero · e7 re del nero · g7 pedone del nero · h7 pedone del nero · b6 alfiere del nero · h5 donna del nero · d4 cavallo del nero · f4 torre del nero · a2 pedone del bianco · f2 pedone del bianco · g2 pedone del bianco · h2 pedone del bianco · a1 torre del bianco · b1 cavallo del bianco · f1 torre del bianco · g1 re del bianco | a8 donna del bianco · a7 pedone del nero · c7 pedone del nero · e7 re del nero · g7 pedone del nero · h7 pedone del nero · b6 alfiere del nero · h5 donna del nero · d4 cavallo del nero · f4 torre del nero · a2 pedone del bianco · f2 pedone del bianco · g2 pedone del bianco · h2 pedone del bianco · a1 torre del bianco · b1 cavallo del bianco · f1 torre del bianco · g1 re del bianco | a8 donna del bianco · a7 pedone del nero · c7 pedone del nero · e7 re del nero · g7 pedone del nero · h7 pedone del nero · b6 alfiere del nero · h5 donna del nero · d4 cavallo del nero · f4 torre del nero · a2 pedone del bianco · f2 pedone del bianco · g2 pedone del bianco · h2 pedone del bianco · a1 torre del bianco · b1 cavallo del bianco · f1 torre del bianco · g1 re del bianco | a8 donna del bianco · a7 pedone del nero · c7 pedone del nero · e7 re del nero · g7 pedone del nero · h7 pedone del nero · b6 alfiere del nero · h5 donna del nero · d4 cavallo del nero · f4 torre del nero · a2 pedone del bianco · f2 pedone del bianco · g2 pedone del bianco · h2 pedone del bianco · a1 torre del bianco · b1 cavallo del bianco · f1 torre del bianco · g1 re del bianco | a8 donna del bianco · a7 pedone del nero · c7 pedone del nero · e7 re del nero · g7 pedone del nero · h7 pedone del nero · b6 alfiere del nero · h5 donna del nero · d4 cavallo del nero · f4 torre del nero · a2 pedone del bianco · f2 pedone del bianco · g2 pedone del bianco · h2 pedone del bianco · a1 torre del bianco · b1 cavallo del bianco · f1 torre del bianco · g1 re del bianco | a8 donna del bianco · a7 pedone del nero · c7 pedone del nero · e7 re del nero · g7 pedone del nero · h7 pedone del nero · b6 alfiere del nero · h5 donna del nero · d4 cavallo del nero · f4 torre del nero · a2 pedone del bianco · f2 pedone del bianco · g2 pedone del bianco · h2 pedone del bianco · a1 torre del bianco · b1 cavallo del bianco · f1 torre del bianco · g1 re del bianco | 2 |
| 1 | a8 donna del bianco · a7 pedone del nero · c7 pedone del nero · e7 re del nero · g7 pedone del nero · h7 pedone del nero · b6 alfiere del nero · h5 donna del nero · d4 cavallo del nero · f4 torre del nero · a2 pedone del bianco · f2 pedone del bianco · g2 pedone del bianco · h2 pedone del bianco · a1 torre del bianco · b1 cavallo del bianco · f1 torre del bianco · g1 re del bianco | a8 donna del bianco · a7 pedone del nero · c7 pedone del nero · e7 re del nero · g7 pedone del nero · h7 pedone del nero · b6 alfiere del nero · h5 donna del nero · d4 cavallo del nero · f4 torre del nero · a2 pedone del bianco · f2 pedone del bianco · g2 pedone del bianco · h2 pedone del bianco · a1 torre del bianco · b1 cavallo del bianco · f1 torre del bianco · g1 re del bianco | a8 donna del bianco · a7 pedone del nero · c7 pedone del nero · e7 re del nero · g7 pedone del nero · h7 pedone del nero · b6 alfiere del nero · h5 donna del nero · d4 cavallo del nero · f4 torre del nero · a2 pedone del bianco · f2 pedone del bianco · g2 pedone del bianco · h2 pedone del bianco · a1 torre del bianco · b1 cavallo del bianco · f1 torre del bianco · g1 re del bianco | a8 donna del bianco · a7 pedone del nero · c7 pedone del nero · e7 re del nero · g7 pedone del nero · h7 pedone del nero · b6 alfiere del nero · h5 donna del nero · d4 cavallo del nero · f4 torre del nero · a2 pedone del bianco · f2 pedone del bianco · g2 pedone del bianco · h2 pedone del bianco · a1 torre del bianco · b1 cavallo del bianco · f1 torre del bianco · g1 re del bianco | a8 donna del bianco · a7 pedone del nero · c7 pedone del nero · e7 re del nero · g7 pedone del nero · h7 pedone del nero · b6 alfiere del nero · h5 donna del nero · d4 cavallo del nero · f4 torre del nero · a2 pedone del bianco · f2 pedone del bianco · g2 pedone del bianco · h2 pedone del bianco · a1 torre del bianco · b1 cavallo del bianco · f1 torre del bianco · g1 re del bianco | a8 donna del bianco · a7 pedone del nero · c7 pedone del nero · e7 re del nero · g7 pedone del nero · h7 pedone del nero · b6 alfiere del nero · h5 donna del nero · d4 cavallo del nero · f4 torre del nero · a2 pedone del bianco · f2 pedone del bianco · g2 pedone del bianco · h2 pedone del bianco · a1 torre del bianco · b1 cavallo del bianco · f1 torre del bianco · g1 re del bianco | a8 donna del bianco · a7 pedone del nero · c7 pedone del nero · e7 re del nero · g7 pedone del nero · h7 pedone del nero · b6 alfiere del nero · h5 donna del nero · d4 cavallo del nero · f4 torre del nero · a2 pedone del bianco · f2 pedone del bianco · g2 pedone del bianco · h2 pedone del bianco · a1 torre del bianco · b1 cavallo del bianco · f1 torre del bianco · g1 re del bianco | a8 donna del bianco · a7 pedone del nero · c7 pedone del nero · e7 re del nero · g7 pedone del nero · h7 pedone del nero · b6 alfiere del nero · h5 donna del nero · d4 cavallo del nero · f4 torre del nero · a2 pedone del bianco · f2 pedone del bianco · g2 pedone del bianco · h2 pedone del bianco · a1 torre del bianco · b1 cavallo del bianco · f1 torre del bianco · g1 re del bianco | 1 |
|   | a | b | c | d | e | f | g | h |   |

La novella dello scrittore Wilhelm Heinse Anastasia und Schachspiel – Briefe aus Italien vom Verfasser des Ardinghello (in lingua italiana: Anastasia e il gioco degli scacchi – Lettere dall'Italia dall'autore dell'Ardinghello) narra di Anastasia come la musa degli scacchi. L'opera, pubblicata nel 1803, poco tempo prima della sua morte, è divisa in tre parti: nella prima vi sono gli appunti del suo viaggio in Italia, nella seconda parte vi sono riportati lunghi passaggi, tradotti in tedesco delle opere degli scacchisti italiani Ercole del Rio e Giambattista Lolli, mentre nella terza e ultima parte sono riportati studi e problemi scacchistici. Pur essendo la posizione riportata nel testo dello scrittore tedesco leggermente più complessa e avvenendo essa al centro della scacchiera invece che sul bordo, venne dato al matto il nome di Anastasia quando l'austriaco Ernst Falkbeer utilizzò questo tema tattico nella partita contro lo scrittore Konrad Bayer. Nella partita disputatasi a Vienna nel 1852, nella posizione del diagramma il nero riesce a ottenere la posizione di scacco matto, attraverso una combinazione: 
1...Ce2+(?)
2. Rh1 Dxh2+ sacrificio di donna per aprire la colonna h,
3. Rxh2 Th4#
|   | a | b | c | d | e | f | g | h |   |
| 8 | c8 torre del bianco · d6 pedone del nero · d5 re del nero · e5 cavallo del bianco · f5 re del bianco · a4 torre del nero · c3 donna del bianco · f3 pedone del bianco · e2 donna del nero | c8 torre del bianco · d6 pedone del nero · d5 re del nero · e5 cavallo del bianco · f5 re del bianco · a4 torre del nero · c3 donna del bianco · f3 pedone del bianco · e2 donna del nero | c8 torre del bianco · d6 pedone del nero · d5 re del nero · e5 cavallo del bianco · f5 re del bianco · a4 torre del nero · c3 donna del bianco · f3 pedone del bianco · e2 donna del nero | c8 torre del bianco · d6 pedone del nero · d5 re del nero · e5 cavallo del bianco · f5 re del bianco · a4 torre del nero · c3 donna del bianco · f3 pedone del bianco · e2 donna del nero | c8 torre del bianco · d6 pedone del nero · d5 re del nero · e5 cavallo del bianco · f5 re del bianco · a4 torre del nero · c3 donna del bianco · f3 pedone del bianco · e2 donna del nero | c8 torre del bianco · d6 pedone del nero · d5 re del nero · e5 cavallo del bianco · f5 re del bianco · a4 torre del nero · c3 donna del bianco · f3 pedone del bianco · e2 donna del nero | c8 torre del bianco · d6 pedone del nero · d5 re del nero · e5 cavallo del bianco · f5 re del bianco · a4 torre del nero · c3 donna del bianco · f3 pedone del bianco · e2 donna del nero | c8 torre del bianco · d6 pedone del nero · d5 re del nero · e5 cavallo del bianco · f5 re del bianco · a4 torre del nero · c3 donna del bianco · f3 pedone del bianco · e2 donna del nero | 8 |
| 7 | c8 torre del bianco · d6 pedone del nero · d5 re del nero · e5 cavallo del bianco · f5 re del bianco · a4 torre del nero · c3 donna del bianco · f3 pedone del bianco · e2 donna del nero | c8 torre del bianco · d6 pedone del nero · d5 re del nero · e5 cavallo del bianco · f5 re del bianco · a4 torre del nero · c3 donna del bianco · f3 pedone del bianco · e2 donna del nero | c8 torre del bianco · d6 pedone del nero · d5 re del nero · e5 cavallo del bianco · f5 re del bianco · a4 torre del nero · c3 donna del bianco · f3 pedone del bianco · e2 donna del nero | c8 torre del bianco · d6 pedone del nero · d5 re del nero · e5 cavallo del bianco · f5 re del bianco · a4 torre del nero · c3 donna del bianco · f3 pedone del bianco · e2 donna del nero | c8 torre del bianco · d6 pedone del nero · d5 re del nero · e5 cavallo del bianco · f5 re del bianco · a4 torre del nero · c3 donna del bianco · f3 pedone del bianco · e2 donna del nero | c8 torre del bianco · d6 pedone del nero · d5 re del nero · e5 cavallo del bianco · f5 re del bianco · a4 torre del nero · c3 donna del bianco · f3 pedone del bianco · e2 donna del nero | c8 torre del bianco · d6 pedone del nero · d5 re del nero · e5 cavallo del bianco · f5 re del bianco · a4 torre del nero · c3 donna del bianco · f3 pedone del bianco · e2 donna del nero | c8 torre del bianco · d6 pedone del nero · d5 re del nero · e5 cavallo del bianco · f5 re del bianco · a4 torre del nero · c3 donna del bianco · f3 pedone del bianco · e2 donna del nero | 7 |
| 6 | c8 torre del bianco · d6 pedone del nero · d5 re del nero · e5 cavallo del bianco · f5 re del bianco · a4 torre del nero · c3 donna del bianco · f3 pedone del bianco · e2 donna del nero | c8 torre del bianco · d6 pedone del nero · d5 re del nero · e5 cavallo del bianco · f5 re del bianco · a4 torre del nero · c3 donna del bianco · f3 pedone del bianco · e2 donna del nero | c8 torre del bianco · d6 pedone del nero · d5 re del nero · e5 cavallo del bianco · f5 re del bianco · a4 torre del nero · c3 donna del bianco · f3 pedone del bianco · e2 donna del nero | c8 torre del bianco · d6 pedone del nero · d5 re del nero · e5 cavallo del bianco · f5 re del bianco · a4 torre del nero · c3 donna del bianco · f3 pedone del bianco · e2 donna del nero | c8 torre del bianco · d6 pedone del nero · d5 re del nero · e5 cavallo del bianco · f5 re del bianco · a4 torre del nero · c3 donna del bianco · f3 pedone del bianco · e2 donna del nero | c8 torre del bianco · d6 pedone del nero · d5 re del nero · e5 cavallo del bianco · f5 re del bianco · a4 torre del nero · c3 donna del bianco · f3 pedone del bianco · e2 donna del nero | c8 torre del bianco · d6 pedone del nero · d5 re del nero · e5 cavallo del bianco · f5 re del bianco · a4 torre del nero · c3 donna del bianco · f3 pedone del bianco · e2 donna del nero | c8 torre del bianco · d6 pedone del nero · d5 re del nero · e5 cavallo del bianco · f5 re del bianco · a4 torre del nero · c3 donna del bianco · f3 pedone del bianco · e2 donna del nero | 6 |
| 5 | c8 torre del bianco · d6 pedone del nero · d5 re del nero · e5 cavallo del bianco · f5 re del bianco · a4 torre del nero · c3 donna del bianco · f3 pedone del bianco · e2 donna del nero | c8 torre del bianco · d6 pedone del nero · d5 re del nero · e5 cavallo del bianco · f5 re del bianco · a4 torre del nero · c3 donna del bianco · f3 pedone del bianco · e2 donna del nero | c8 torre del bianco · d6 pedone del nero · d5 re del nero · e5 cavallo del bianco · f5 re del bianco · a4 torre del nero · c3 donna del bianco · f3 pedone del bianco · e2 donna del nero | c8 torre del bianco · d6 pedone del nero · d5 re del nero · e5 cavallo del bianco · f5 re del bianco · a4 torre del nero · c3 donna del bianco · f3 pedone del bianco · e2 donna del nero | c8 torre del bianco · d6 pedone del nero · d5 re del nero · e5 cavallo del bianco · f5 re del bianco · a4 torre del nero · c3 donna del bianco · f3 pedone del bianco · e2 donna del nero | c8 torre del bianco · d6 pedone del nero · d5 re del nero · e5 cavallo del bianco · f5 re del bianco · a4 torre del nero · c3 donna del bianco · f3 pedone del bianco · e2 donna del nero | c8 torre del bianco · d6 pedone del nero · d5 re del nero · e5 cavallo del bianco · f5 re del bianco · a4 torre del nero · c3 donna del bianco · f3 pedone del bianco · e2 donna del nero | c8 torre del bianco · d6 pedone del nero · d5 re del nero · e5 cavallo del bianco · f5 re del bianco · a4 torre del nero · c3 donna del bianco · f3 pedone del bianco · e2 donna del nero | 5 |
| 4 | c8 torre del bianco · d6 pedone del nero · d5 re del nero · e5 cavallo del bianco · f5 re del bianco · a4 torre del nero · c3 donna del bianco · f3 pedone del bianco · e2 donna del nero | c8 torre del bianco · d6 pedone del nero · d5 re del nero · e5 cavallo del bianco · f5 re del bianco · a4 torre del nero · c3 donna del bianco · f3 pedone del bianco · e2 donna del nero | c8 torre del bianco · d6 pedone del nero · d5 re del nero · e5 cavallo del bianco · f5 re del bianco · a4 torre del nero · c3 donna del bianco · f3 pedone del bianco · e2 donna del nero | c8 torre del bianco · d6 pedone del nero · d5 re del nero · e5 cavallo del bianco · f5 re del bianco · a4 torre del nero · c3 donna del bianco · f3 pedone del bianco · e2 donna del nero | c8 torre del bianco · d6 pedone del nero · d5 re del nero · e5 cavallo del bianco · f5 re del bianco · a4 torre del nero · c3 donna del bianco · f3 pedone del bianco · e2 donna del nero | c8 torre del bianco · d6 pedone del nero · d5 re del nero · e5 cavallo del bianco · f5 re del bianco · a4 torre del nero · c3 donna del bianco · f3 pedone del bianco · e2 donna del nero | c8 torre del bianco · d6 pedone del nero · d5 re del nero · e5 cavallo del bianco · f5 re del bianco · a4 torre del nero · c3 donna del bianco · f3 pedone del bianco · e2 donna del nero | c8 torre del bianco · d6 pedone del nero · d5 re del nero · e5 cavallo del bianco · f5 re del bianco · a4 torre del nero · c3 donna del bianco · f3 pedone del bianco · e2 donna del nero | 4 |
| 3 | c8 torre del bianco · d6 pedone del nero · d5 re del nero · e5 cavallo del bianco · f5 re del bianco · a4 torre del nero · c3 donna del bianco · f3 pedone del bianco · e2 donna del nero | c8 torre del bianco · d6 pedone del nero · d5 re del nero · e5 cavallo del bianco · f5 re del bianco · a4 torre del nero · c3 donna del bianco · f3 pedone del bianco · e2 donna del nero | c8 torre del bianco · d6 pedone del nero · d5 re del nero · e5 cavallo del bianco · f5 re del bianco · a4 torre del nero · c3 donna del bianco · f3 pedone del bianco · e2 donna del nero | c8 torre del bianco · d6 pedone del nero · d5 re del nero · e5 cavallo del bianco · f5 re del bianco · a4 torre del nero · c3 donna del bianco · f3 pedone del bianco · e2 donna del nero | c8 torre del bianco · d6 pedone del nero · d5 re del nero · e5 cavallo del bianco · f5 re del bianco · a4 torre del nero · c3 donna del bianco · f3 pedone del bianco · e2 donna del nero | c8 torre del bianco · d6 pedone del nero · d5 re del nero · e5 cavallo del bianco · f5 re del bianco · a4 torre del nero · c3 donna del bianco · f3 pedone del bianco · e2 donna del nero | c8 torre del bianco · d6 pedone del nero · d5 re del nero · e5 cavallo del bianco · f5 re del bianco · a4 torre del nero · c3 donna del bianco · f3 pedone del bianco · e2 donna del nero | c8 torre del bianco · d6 pedone del nero · d5 re del nero · e5 cavallo del bianco · f5 re del bianco · a4 torre del nero · c3 donna del bianco · f3 pedone del bianco · e2 donna del nero | 3 |
| 2 | c8 torre del bianco · d6 pedone del nero · d5 re del nero · e5 cavallo del bianco · f5 re del bianco · a4 torre del nero · c3 donna del bianco · f3 pedone del bianco · e2 donna del nero | c8 torre del bianco · d6 pedone del nero · d5 re del nero · e5 cavallo del bianco · f5 re del bianco · a4 torre del nero · c3 donna del bianco · f3 pedone del bianco · e2 donna del nero | c8 torre del bianco · d6 pedone del nero · d5 re del nero · e5 cavallo del bianco · f5 re del bianco · a4 torre del nero · c3 donna del bianco · f3 pedone del bianco · e2 donna del nero | c8 torre del bianco · d6 pedone del nero · d5 re del nero · e5 cavallo del bianco · f5 re del bianco · a4 torre del nero · c3 donna del bianco · f3 pedone del bianco · e2 donna del nero | c8 torre del bianco · d6 pedone del nero · d5 re del nero · e5 cavallo del bianco · f5 re del bianco · a4 torre del nero · c3 donna del bianco · f3 pedone del bianco · e2 donna del nero | c8 torre del bianco · d6 pedone del nero · d5 re del nero · e5 cavallo del bianco · f5 re del bianco · a4 torre del nero · c3 donna del bianco · f3 pedone del bianco · e2 donna del nero | c8 torre del bianco · d6 pedone del nero · d5 re del nero · e5 cavallo del bianco · f5 re del bianco · a4 torre del nero · c3 donna del bianco · f3 pedone del bianco · e2 donna del nero | c8 torre del bianco · d6 pedone del nero · d5 re del nero · e5 cavallo del bianco · f5 re del bianco · a4 torre del nero · c3 donna del bianco · f3 pedone del bianco · e2 donna del nero | 2 |
| 1 | c8 torre del bianco · d6 pedone del nero · d5 re del nero · e5 cavallo del bianco · f5 re del bianco · a4 torre del nero · c3 donna del bianco · f3 pedone del bianco · e2 donna del nero | c8 torre del bianco · d6 pedone del nero · d5 re del nero · e5 cavallo del bianco · f5 re del bianco · a4 torre del nero · c3 donna del bianco · f3 pedone del bianco · e2 donna del nero | c8 torre del bianco · d6 pedone del nero · d5 re del nero · e5 cavallo del bianco · f5 re del bianco · a4 torre del nero · c3 donna del bianco · f3 pedone del bianco · e2 donna del nero | c8 torre del bianco · d6 pedone del nero · d5 re del nero · e5 cavallo del bianco · f5 re del bianco · a4 torre del nero · c3 donna del bianco · f3 pedone del bianco · e2 donna del nero | c8 torre del bianco · d6 pedone del nero · d5 re del nero · e5 cavallo del bianco · f5 re del bianco · a4 torre del nero · c3 donna del bianco · f3 pedone del bianco · e2 donna del nero | c8 torre del bianco · d6 pedone del nero · d5 re del nero · e5 cavallo del bianco · f5 re del bianco · a4 torre del nero · c3 donna del bianco · f3 pedone del bianco · e2 donna del nero | c8 torre del bianco · d6 pedone del nero · d5 re del nero · e5 cavallo del bianco · f5 re del bianco · a4 torre del nero · c3 donna del bianco · f3 pedone del bianco · e2 donna del nero | c8 torre del bianco · d6 pedone del nero · d5 re del nero · e5 cavallo del bianco · f5 re del bianco · a4 torre del nero · c3 donna del bianco · f3 pedone del bianco · e2 donna del nero | 1 |
|   | a | b | c | d | e | f | g | h |   |

La posizione originale del testo di Heinse era quella del diagramma 2, dalla quale il bianco dà matto in due mosse:
1. Dc5+ dxc5 sacrifica la donna per togliere una casa di fuga al re nero
2. Td8# la torre controlla la colonna d, mentre le case di fuga adiacenti al re sono controllate dal cavallo (c6, c4), dal re avversario (e4, e6) e dallo stesso pedone nero in c5, che ostacola il proprio re.